# 萨蒂加恰
萨蒂加恰（Satigachha），是印度西孟加拉邦Nadia县的一个城镇。总人口8400（2001年）。

## 人口
该地2001年总人口8400人，其中男性4265人，女性4135人；0—6岁人口944人，其中男496人，女448人；识字率64.67%，其中男性为69.24%，女性为59.95%。